# Anomnachi Chidi
Anomnachi Chinasa Chidi, född 13 juli 2004 är en svensk fotbollsspelare (anfallare) som spelar för NK Celje i slovenska högstaligan. Han är yngre bror till Chisomnazu Chika Chidi, som också spelar fotboll.

## Karriär
Anomnachi Chidis moderklubb är Bergsjö IF från Bergsjön i Göteborg.
Efter att ha kommit till BK Häcken i unga år fick Chidi A-lagsdebutera för klubben som 17-åring, då han stod för ett inhopp i träningsmatchen mot Utsiktens BK den 17 mars 2022. Året därpå kom också den allsvenska debuten. I 1-3-förlusten mot Kalmar FF den 15 april 2023 stod Chidi nämligen för sitt första inhopp i högstaserien.
Efter att ha blivit utan allsvensk speltid de efterföljande månaderna lånades Chidi i augusti 2023 ut till Ahlafors IF i Ettan Södra. Dagen efter att låneaffären blivit officiell debuterade Chidi för sin nya klubb, då han byttes in i 1-4-förlusten mot Norrby IF den 21 augusti 2023.
I februari 2024 värvades Chidi av Nordic United. Efter 13 mål på 29 matcher i Ettan norra 2024 värvades han i januari 2025 av slovenska NK Celje.

## Statistik
| Klubb              | Säsong             | Liga               | Liga    | Liga | Nationell cup | Nationell cup | Internationell cup | Internationell cup | Övrigt  | Övrigt | Totalt  | Totalt |
| Klubb              | Säsong             | Division           | Matcher | Mål  | Matcher       | Mål           | Matcher            | Mål                | Matcher | Mål    | Matcher | Mål    |
| ------------------ | ------------------ | ------------------ | ------- | ---- | ------------- | ------------- | ------------------ | ------------------ | ------- | ------ | ------- | ------ |
| BK Häcken          | 2023               | Allsvenskan        | 1       | 0    | 0             | 0             | 0                  | 0                  | -       | -      | 1       | 0      |
| Ahlafors IF (lån)  | 2023               | Ettan Södra        | 13      | 3    | 0             | 0             | -                  | -                  | -       | -      | 13      | 3      |
| Nordic United      | 2024               | Ettan Norra        | 29      | 13   | 3             | 0             | -                  | -                  | -       | -      | 32      | 13     |
| NK Celje           | 2024/2025          | Prva Liga          | 6       | 1    | 0             | 0             | -                  | -                  | -       | -      | 6       | 1      |
| Totalt i karriären | Totalt i karriären | Totalt i karriären | 49      | 17   | 3             | 0             | 0                  | 0                  | 0       | 0      | 52      | 17     |